# Henri Jacob Wijnoldy-Daniëls
Henri Jacob Wijnoldy-Daniëls   (Sliedrecht, 26 de novembre de 1889 - Cabourg, 20 d'agost de 1932) va ser un tirador d'esgrima neerlandès que va competir durant la dècada de 1920.
El 1920 va prendre part en els Jocs Olímpics d'Anvers, on disputà quatre proves del programa d'esgrima. Guanyà la medalla de bronze en la competició de sabre per equips. En les altres proves disputades destaquen la setena posició en espasa per equips i la novena en sabre individual. Quatre anys més tard, als Jocs de París, disputà tres proves del programa d'esgrima. Repetí la medalla de bronze en les altres proves quedà eliminat en sèries.
La seva darrera participació en uns Jocs fou a Amsterdam, el 1928, quan disputà tres proves del programa d'esgrima. La cinquena posició en les competicions de sabre per equips i espasa per equips fou la millor classificació.